# Сабо, Аттила (байдарочник)
А́ттила Са́бо (венг. Attila Szabó; 19 февраля 1966, Комарно) — словацкий гребец-байдарочник венгерского происхождения, выступал за сборные Чехословакии и Словакии в конце 1980-х — середине 1990-х годов. Участник трёх летних Олимпийских игр, чемпион мира, победитель многих регат национального и международного значения.

## Биография
Аттила Сабо родился 19 февраля 1966 года в городе Комарно, Нитранский край. Активно заниматься греблей начал в раннем детстве, проходил подготовку в Тренчине в местном спортивном клубе «Дукла».
Первого серьёзного успеха на взрослом международном уровне добился в 1987 году, когда попал в основной состав чехословацкой национальной сборной и побывал на чемпионате мира в немецком Дуйсбурге, откуда привёз награды бронзового и серебряного достоинства, выигранные в зачёте одиночных байдарок на дистанциях 500 и 1000 метров соответственно. Благодаря череде удачных выступлений удостоился права защищать честь страны на летних Олимпийских играх 1988 года в Сеуле — в одиночках на пятистах метрах показал в финале шестой результат, тогда как на тысяче метрах финишировал в решающем заезде седьмым.
В 1989 году Сабо выступил на мировом первенстве в болгарском Пловдиве, где в одиночках на дистанции 10000 метров обогнал всех своих соперников и стал таким образом чемпионом мира. Будучи одним из лидеров гребной команды Чехословакии, благополучно прошёл квалификацию на Олимпийские игры 1992 года в Барселоне — в одиночках на пятистах метрах сумел дойти только до стадии полуфиналов, в то время как в четвёрках на тысяче метрах занял в финальном заезде четвёртое место, немного не дотянув до призовых позиций.
После распада Чехословакии Аттила Сабо присоединился к словацкой национальной сборной и продолжил принимать участие в крупнейших международных регатах. Так, в 1993 году он представлял страну на чемпионате мира в Копенгагене, где выиграл бронзовую медаль в программе байдарок-одиночек на десятикилометровой дистанции. В 1996 году отправился выступать на Олимпиаде в Атланте, но существенного успеха здесь не добился, вместе с напарником Юраем Каднаром в двойках на тысяче метрах остановился в полуфиналах. Вскоре по окончании этих соревнований принял решение завершить карьеру профессионального спортсмена, уступив место в сборной молодым словацким гребцам.